# Filip Bergevi
Filip Bergevi (Åhus, Municipio de Kristianstad, Escania; 20 de abril de 1994) es un tenista sueco especializado en dobles.
Su más alto ranking en dobles es el lugar 116°, logrado el 11 de noviembre de 2024.
Bergevi jugó a nivel universitario en Berkeley.

## Carrera
Hizo su debut ATP en el cuadro principal del Torneo de Båstad 2012, en el cuadro de dobles, formando dupla con Fred Simonsson.
Recibió una wildcard para jugar el Torneo de Estocolmo 2023, donde jugó junto a Leo Borg,  evento en el que no lograron superar la primera ronda.

## Títulos Challenger (3; 0+3)

#### Dobles (3)
| N.º | Fecha             | Torneo   | Superficie    | Pareja           | Oponentes en la final                 | Resultado        |
| --- | ----------------- | -------- | ------------- | ---------------- | ------------------------------------- | ---------------- |
| 1.  | marzo de 2023     | Antalya  | Tierra batida | Petros Tsitsipas | Sarp Ağabigün Ergi Kırkın             | 6-2, 6-4         |
| 2.  | diciembre de 2023 | Yokohama | Dura          | Mick Veldheer    | Ray Ho Calum Puttergill               | 2-6, 7-5, [11-9] |
| 3.  | abril de 2024     | Oeiras   | Tierra batida | Mick Veldheer    | Sergio Martos Gornés Petros Tsitsipas | 6-1, 6-4         |